# Conflicte del Caixmir

Zones en disputa al Caixmir.

El conflicte del Caixmir fa referència a la disputa territorial entre l'Índia i el Pakistan sobre la regió de Caixmir (que juntament amb les regions de Jammu i Ladakh forma part de l'estat indi de Jammu i Caixmir, situat a l'extrem nord-oest del subcontinent indi), i entre l'Índia i la Xina sobre la regió de Ladakh d'aquest estat indi.
L'Índia reclama tot l'antic estat principesc Dogra de Jammu i Caixmir i actualment administra aproximadament la meitat de la regió, incloent-hi la major part de Jammu, Caixmir, Ladakh i les glaceres de Siachen. La pretensió de l'Índia és disputada pel Pakistan que controla un terç de Caixmir, la major part d'Azad Kashmir i les zones del nord de Gilgit i Baltistan. La regió del Caixmir sota control xinès és coneguda com a Aksai Chin. A més, la Xina també controla l'espai Trans-Karakoram, també conegut com la vall de Shaksam, que li va ser cedida pel Pakistan el 1963.
La postura oficial de l'Índia és que el Caixmir és una "part integrant" de l'Índia, mentre que la posició oficial del Pakistan és que el Caixmir és un territori en disputa, l'estatus definitiu del qual només pot ser determinat pel poble del Caixmir.
L'Índia i el Pakistan han lluitat en tres guerres pel territori de Caixmir: en 1947, 1965 i 1999. L'Índia i la Xina s'han enfrontat una vegada el 1962 pel control d'Aksai Chin, així com per l'estat nord-est indi d'Arunachal Pradesh. Índia i Pakistan també han participat en diverses escaramusses sobre la glacera de Siachen. Des de la dècada del 1990, l'estat indi de Jammu i Caixmir s'ha vist afectat per la confrontació entre els separatistes del Caixmir, inclosos els militants que Índia assegura que reben suport del Pakistan, i les Forces Armades del Pakistan, la qual cosa ha causat milers de morts.

## Antecedents

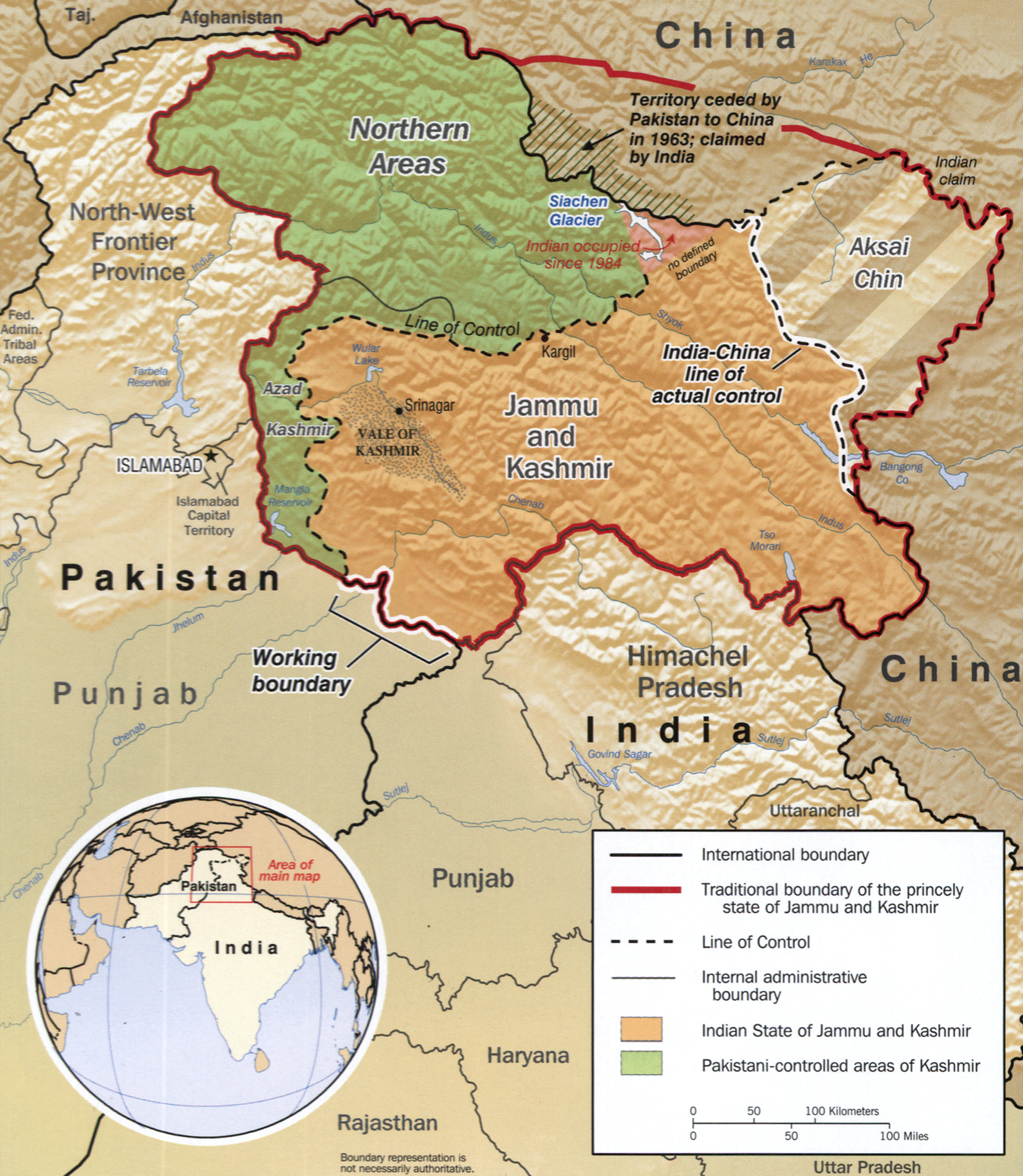
Un mapa de la regió de Caixmir que mostra en vermell els límits dels antics estats principescos de Jammu i Caixmir.

En 1935, els governants britànics van obligar el rei dogra de Jammu i Caixmir a arrendar parts del seu regne que haurien d'integrar la nova província de la Frontera Nord-oest, per un període de 60 anys. Aquest pas va ser dissenyat per enfortir les fronteres del nord, especialment la de Rússia.
En 1947, el domini britànic de l'Índia va arribar a la seva fi amb la creació de dues nacions: Índia i Pakistan. Cadascun dels 562 estats principescos indis es van unir a un dels dos nous països: la Unió Índia o el Domini del Pakistan. Jammu i Caixmir tenia una població predominantment musulmana, però un governant hindú, era el major d'aquests estats autònoms i limitava amb ambdós països moderns. El seu governant era el rei Dogra (o Maharajà), Hari Singh, que preferia seguir sent independent i va tractar d'evitar la pressió sobre ell per part de l'Índia i Pakistan, jugant a un contra l'altre.
L'octubre de 1947, les tribus pakistaneses de Dir van entrar al Caixmir des del Waziristan, en un esforç per capturar Caixmir i evitar la possibilitat que el seu governant s'unís a l'Índia. Hari Singh, el maharajà de Jammu i Caixmir, s'enfrontava a l'aixecament dels seus súbdits musulmans a Poonch i va perdre el control dels districtes occidentals del seu regne. Les forces estatals no van ser capaces de resistir la invasió i el maharajà va signar l'instrument d'adhesió que va ser acceptat pel Govern de l'Índia el 27 d'octubre de 1947.

## Cronologia
- Gener de 1947: Es duen a terme eleccions per a l'assemblea legislativa de l'estat, amb els líders dels dos partits polítics principals de l'estat (la Conferència Nacional i la Conferència Musulmana) a la presó. La Conferència Nacional boicoteja les eleccions i la Conferència Musulmana pro-pakistanès guanya la majoria d'escons.[5]
- Primavera de 1947: Les protestes en contra de les polítiques impositives del Maharajà es converteixen en una rebel·lió en contra del domini dogra al districte de Poonch. La revolta es propaga als districtes de Mirpur i Muzaffarabad.[5][6]
- 19 de juliol de 1947: La Conferència Musulmana, el partit polític amb majoria en l'assemblea legislativa en aquella època, aprova per unanimitat una resolució a favor de l'adhesió de l'estat al Pakistan. Poc després, el "Consell de Guerra" de la Conferència Nacional també es reuneix i vuit dels tretze membres voten a favor de l'adhesió a Pakistan.[7]
- Agost-octubre de 1947: Esclaten disturbis comunals a la regió de Jammu. S'estima que 200.000 musulmans són assassinats i gran part de la resta de la població fuig al Pakistan.[5]
- 15 d'agost de 1947:Independència i partició de l'Índia britànica. Jammu i Caixmir no decideixen a quina circumscripció unir-se.[8]
- 3 d'octubre de 1947:Els caps pro-pakistanesos dels districtes de Poonch, Mirpur i Muzaffarabad declaren la independència del domini dogra i anuncien la formació d'un govern provisional "Azad" (lliure) de Jammu i Caixmir a Rāwalpindi, Pakistan.[9]
- 17 d'octubre de 1947:Les forces estatals de Patiala entren a Jammu i Caixmir per ajudar el Maharajà en la seva campanya en contra dels separatistes.[10]
- 22 d'octubre de 1947: Els paixtus de la província de la frontera del nord-oest del Pakistan recolzen l'exèrcit pakistanès quan envaeix el Caixmir. El maharajà del Caixmir demana ajuda a l'Índia.[11]
- 1947 / 1948: Comença la Guerra indopakistanesa de 1947, en la qual tropes índies entren a Srinagar.
- 1965: Pakistan llança l'Operació Gibraltar que porta a la Guerra indopakistanesa de 1965.
- 6 de desembre de 1971: Guerra indopakistanesa de 1971; secessió de Bangladesh.
- 1972: La República de l'Índia i la República Islàmica del Pakistan acorden respectar l'alto el foc i la Línia de control.
- 13 d'abril de 1984:L'exèrcit indi pren la regió de la glacera de Siachen al Caixmir.
- Maig de 1987: Com a resultat d'un acord entre Rajiv Gandhi i Farooq Abdullah, les eleccions per a l'assemblea estatal de Jammu i Caixmir es fixen descaradament en favor de la Conferència Nacional, la qual cosa té com a resultat una inestabilitat estesa en l'estat.[12][13][14]
- 1989:Comença la militància armada a Caixmir.
- 20 de gener de 1990:Com a mínim 50 manifestants del Caixmir són assassinats a trets per les forces paramilitars índies al port de Gawakadal a Srinagar, en un incident que més tard seria conegut com la Massacre de Gawakadal.
- 3 de gener de 1993: Forces paramilitars índies cremen el principal mercat a la ciutat de Sopore i obren foc contra els allí presents. En l'incident moren almenys 55 persones, en el que es coneix com la Massacre de Sopore.[15]
- 7 de gener de 1998: Terroristes maten 23 civils al poble de Wandhama, a prop al poble de Ganderbal a Jammu i Caixmir. Entre les víctimes, totes hindús, s'hi compten 4 nens, 9 dones i 10 homes. Els atacants també van cremar un petit temple hindú i van fer volar una casa.[16]
- Maig de 1999: La intrusió de terroristes, amb el suport de Pakistan, al Caixmir sota administració índia dona inici a la Guerra de Kargil.
- 20 de març de 2000: Assassinat de 35 sikhs pel grup militant de terroristes islamistes Lashkar-e-Taiba, en el que es denomina la Massacre de Chittisinghpura.
- 14-16 de juliol de 2001: El general Pervez Musharraf i Atal Behari Vajpayee es reuneixen per negociar la pau.
- Octubre de 2001: L'assemblea estatal de Jammu i Caixmir a Srinagar és atacada.
- 2 de maig de 2003: Índia i Pakistan restableixen relacions diplomàtiques.
- 11 de juliol de 2003: El servei de busos Delhi-Lahore es reprèn.
- Novembre de 2003: Es declara l'alto el foc indopakistanès.[17]
- 24 de setembre de 2004: El primer ministre Manmohan Singh i el president Pervez Musharraf es reuneixen a Nova York durant l'Assemblea General de l'ONU.
- Juliol de 2006: Segona ronda de negociacions de pau indopakistaneses.
- 18 de febrer de 2007: Atemptat del Samjhauta Express, servei de tren que connecta Delhi amb Lahore, a Haryana, Índia.

### Guerra indopakistanesa de 1947
El 22 d'octubre de 1947, les milícies tribals paixtus del Pakistan van creuar la frontera entre l'Índia i el Pakistan. Aquestes milícies tribals locals i forces irregulars pakistaneses volien prendre Srinagar. La guerrilla va fer ràpids avanços a l'interior del Caixmir al sector de Baramulla després que es difonguessin rumors relatius al fet que el maharajá anava a decidir la unió a favor de l'Índia. En aquest context, el maharajà Hari Singh del Caixmir va sol·licitar al Govern de l'Índia que hi intervingués. Tanmateix, va obtenir com a resposta que l'Índia i el Pakistan havien signat un acord de no-intervenció (manteniment del statu quo) a Jammu i Caixmir, i encara que els guerrers tribals del Pakistan haguessin entrat en aquest territori, no hi havia fins llavors una clara evidència legal que provés inequívocament que el Govern del Pakistan hi estava oficialment involucrat. Hauria estat il·legal per a l'Índia de fer-hi una intervenció unilateral (de manera oberta i oficial), tret que Jammu i Caixmir s'unissin oficialment a l'Índia. En aquest cas hauria estat possible enviar forces d'ocupació a les parts restants. En arribar a Baramulla els paixtus van començar a saquejar i es van estancar. El maharajà necessitava desesperadament l'ajuda dels militars indis quan els paixtus van arribar al voltant de Srinagar, i abans que entresin a la ciutat, l'Índia va demandar que el maharajà Hari Singh aprovés l'instrument d'adhesió de Jammu i Caixmir a Índia a canvi de rebre ajuda militar.
Després de l'adhesió de l'estat a l'Índia el 26 d'octubre de 1947, les tropes índies van ser aerotransportades a Srinagar. Els comandants britànics van rebutjar inicialment l'entrada de les tropes pakistaneses al conflicte per l'adhesió de l'estat a l'Índia però el 1948 els exèrcits del Pakistan van entrar a la guerra. Els fronts es van solidificar gradualment al llarg del que més tard es coneixerà com la Línia de Control. La guerra va durar fins al 1948, quan l'Índia va proposar el tema al Consell de Seguretat de Nacions Unides. Prèviament, l'ONU havia aprovat resolucions que establien el monitoratge del conflicte al Caixmir. El comitè erigit amb aquest propòsit va ser denominat Comitè de les Nacions Unides per a l'Índia i el Pakistan. Després, el 21 d'abril de 1948, el Consell de Seguretat de l'ONU va aprovar la Resolució 47, segons la qual s'imposava l'immediat alto el foc i sostenia que Pakistan havia de retirar tota presència militar de la regió i no fer cap ingerència en la política de Jammu i Caixmir. A més, fixava que Índia havia de mantenir una presència militar mínima i "que la disposició final de l'Estat de Jammu i Caixmir seria realitzada d'acord amb la voluntat del poble expressada a través del mètode democràtic d'un plebiscit lliure i imparcial, dut a terme sota els auspicis de les Nacions Unides." L'alto el foc va tenir lloc el 31 de desembre de 1948. Un alto el foc formal va ser declarat efectiu l'1 de gener de 1949.
En aquesta època, els governs indis i pakistanesos van acordar realitzar el plebiscit, però Pakistan no va retirar les seves tropes del Caixmir, amb la qual cosa va violar la condició per dur a terme el plebiscit. Durant els següents anys, el Consell de Seguretat de Nacions Unides va aprovar quatre noves resolucions que revisaven els termes de la Resolució 47 per incloure una retirada sincronitzada d'ambdues tropes (índies i pakistaneses) de la regió, gràcies a les recomanacions del general Andrew McNaughton. A aquest efecte, els àrbitres de les Nacions Unides van presentar 11 propostes diferents per a la desmilitarització de la regió - cadascuna de les quals va ser acceptada per Pakistan, però rebutjada pel govern de l'Índia.

### Guerra sinoíndia
El 1962, les tropes de la Xina i de l'Índia es van enfrontar en un territori reclamat per ambdues parts. Xina va obtenir una victòria ràpida en la guerra, la qual cosa va comportar una annexió xinesa de la regió, coneguda amb el nom d'Aksai Chin, que continua fins avui. A més d'aquesta zona, una altra àrea petita, el Trans-Karakoram, va ser assenyalada com la línia de control entre la Xina i el Pakistan, si bé parts del costat xinès són reclamats per l'Índia com a part del Caixmir. La línia que separa Índia de la Xina en aquesta regió és coneguda com la "Línia de control real".

### Guerres de 1965 i 1971
El 1965 i el 1971, va esclatar novament una forta lluita entre l'Índia i el Pakistan. La guerra indopakistanesa de 1971 va tenir com a resultat la derrota de Pakistan i la rendició militar de Pakistan a Pakistan Oriental (Bangladesh). L'Índia i el Pakistan van signar l'Acord de Shimla el 1972. Mitjançant aquest tractat, ambdós països acordaven resoldre tots els problemes per mitjans pacífics i debats mutus en el marc de la Carta de les Nacions Unides.

### Insurgència
Els partits polítics musulmans de Jammu i Caixmir, creient que les eleccions de 1987 a l'assemblea legislativa de l'estat es van manipular en la seva contra, van formar ales militants impulsades en part per l'arribada a la vall de Caixmir d'un gran nombre de combatents que havien lluitat a la guerra afgano-soviètica. La insurrecció armada va esclatar en 1989, i en la dècada de 1990 es van formar diversos grups armats, la majoria radicals islàmics. Alguns grups insurgents a Caixmir donen suport a la independència completa, mentre que d'altres busquen l'adhesió de la regió al Pakistan.

### Atacs transfronterers
El 6 de maig de 2025 l'Índia va bombardejar a Muridke i Bahawalpur al Punjab pakistanès, i a Kotli i Muzaffarabad al Caixmir ocupat pel Pakistan diverses infraestructures de Laixkar-e-Toiba causant la mort de 26 persones, després que aquesta organització ataqués un grup de turistes a Pahalgam el 22 d'abril, causant 28 víctimes mortals. Després d'atacs pakistanesos i indis, Donald Trump va auspiciar un alto el foc complet i immediat entre les dues parts, que va tenir efecte a partir del 10 de maig.

## Causes dels conflictes
Des de la Partició de l'Índia en 1947 tant l'Índia com el Pakistan han mantingut la seva reclamació sobre el Caixmir. Aquestes demandes se centren en fets històrics i en afiliacions religioses del poble del Caixmir. Tota la qüestió del Caixmir ha causat una profunda enemistat, entre l'Índia post-colonial i el Pakistan musulmà. Va sorgir com una conseqüència directa de la partició i de la independència del subcontinent indi a l'agost de 1947. L'estat de Jammu i Caixmir, que està estratègicament situat al nord-oest del subcontinent, a la frontera amb la Xina i l'ex Unió Soviètica, era un estat principesc governat pel maharajà Hari Singh. En termes geogràfics, el maharajà podria haver-se unit a qualsevol dels dos nous dominis. Encara que va ser instat pel virrei Lluís Mountbatten a determinar el futur del seu Estat abans que la transferència de poder es dugués a terme, Hari Singh hi va posar objeccions.
Caixmir va seguir amargament dividit sobre el terreny. Dos terços del territori, (conegut com l'estat indi de Jammu i Caixmir), que inclou Jammu, la vall del Caixmir i la zona de baixa densitat de població budista de Ladakh està controlat per l'Índia, una tercera part és administrat per Pakistan. Aquesta àrea inclou una estreta franja de terra (Azad Kashmir, les zones del nord), incloent Gilgit, Baltistan i els antics regnes de Hunza i Nagar.
Els intents per resoldre la "qüestió central" a través de la discussió política no van tenir èxit. El setembre del 1965, va esclatar la guerra novament entre Islamabad i Delhi. L'Organització de les Nacions Unides va fer una crida per un altre alto al foc i la pau es va restablir una vegada més arran de la Declaració de Taixkent a 1966, per la qual ambdues nacions van tornar a les seves posicions originals al llarg de la línia preestablerta. Després de la guerra de 1971 i la creació de l'Estat independent de Bangladesh en virtut de l'Acord de Simla de 1972, la primera ministra Indira Gandhi de l'Índia i Zulfikar Ali Bhutto del Pakistan van acordar que cap de les parts tractaria de modificar la línia d'alto el foc al Caixmir, que passà a ser denominada com a "Línia de Control", "de manera unilateral, independentment de les diferències mútues i les interpretacions jurídiques".
Des de llavors, han tingut lloc nombroses violacions de la Línia de Control, incloses les infaustes incursions d'insurgents i de les forces armades del Pakistan a Kargil que va conduir a la Guerra de Kargil, així com els enfrontaments esporàdics a la glacera de Siachen, on ambdós països mantenen forces en altituds que arriben als 6.100 metres. Totes aquestes violacions han ocasionat preocupació per l'estabilitat de la regió hostil, especialment si es té en compte que ambdós països són potències nuclears.

### Punt de vista indi
La reivindicació índia de Caixmir se centra en l'acord establert entre el maharajà, el primer ministre Sri Pandit Jawaharlal Nehru i Lord Mountbatten, segons el qual l'antic Regne de Jammu i Caixmir es convertiria en part integrant de la Unió de l'Índia a través de l'instrument d'adhesió. També se centra en la reclamació de l'Índia per una societat secular, una ideologia que implica que la religió no és un factor en la governança de les principals polítiques i, per tant, considera que és irrellevant en una controvèrsia fronterera.
Un altre argument esgrimit per l'Índia és que a l'Índia les minories estan molt bé integrades, i que alguns membres de les comunitats minoritàries fins i tot ocupen llocs de poder i influència. Per bé que més del 80% de la població de l'Índia pràctica l'hinduisme, un ex primer ministre de l'Índia, Abdul Kalam, és musulmà, mentre que Sonia Gandhi, la lideressa parlamentària del governant Partit del Congrés, és catòlica romana. L'actual primer ministre de l'Índia, Manmohan Singh, és un sikh i el líder de l'oposició, Lal Krishna Advani, és un hindú.
D'una manera esquèmàtica, l'Índia sosté el següent:
- Per tal que es pugui implantar la Resolució núm. 47 de les Nacions Unides, el Pakistan ha d'abandonar primer la seva part del Caixmir.
- L'Assemblea Constituent de Jammu i Caixmir ha ratificat per unanimitat l'instrument d'adhesió a l'Índia del maharajà i ha aprovat una constitució que exigeix una unió perpètua de l'Estat amb la Unió Índia. Índia sosté que aquest òrgan és representatiu i que les seves opinions eren les del poble de Caixmir en aquell moment.
- Índia no accepta la Teoria de les Dues Nacions que forma la base del Pakistan.
- Caixmir és una regió amb diversitat religiosa, amb un gran nombre d'hindús i budistes. Per tant, si estigués sota control d'una nació islàmica no secular com és Pakistan estaria en contra del secularisme al Caixmir. L'Índia apunta a la depuració religiosa de les minories al Pakistan després de la independència.
- L'estat de Jammu i Caixmir va ser convertit en autònom per l'article 370 de la Constitució de l'Índia, encara que la seva autonomia ha estat reduïda des de llavors.
- L'Índia també destaca una enquesta d'opinió que va tenir lloc a Jammu i Caixmir que suggereix que la majoria dels musulmans que viuen a la vall del Caixmir no volen que el Caixmir formi part del Pakistan.[26]
- L'Índia reclama i ha proporcionat proves que la gran majoria de violacions dels drets humans a la regió s'han dut a terme pels insurgents i no-indis. A més, Índia cita el fet que ha portat a la justícia als pocs indis que han comès violacions dels drets humans, a diferència dels no-indis i els insurgents que no han estat castigats pels seus crims.[27]
- Índia al·lega que la majoria dels terroristes que operen al Caixmir provenen de la zona del Caixmir administrada pel Pakistan i que el Pakistan ha estat involucrat en terrorisme patrocinat per l'Estat.[28]
- Índia sosté que tot i que Pakistan s'autodenomina "República Islàmica", ha estat responsable d'un dels pitjors genocidis de musulmans, quan suposadament va assassinar milions dels seus propis conciutadans al Pakistan Oriental durant les atrocitats de Bangladesh el 1971.
- L'Índia també assenyala articles i informes dels Estats Units que suggereixen que els terroristes són finançats majorment per Pakistan, així com a través de mitjans criminals tals com la venda il·legal d'armes i narcòtics o la circulació de moneda falsificada a l'Índia.[29]
- L'Índia apunta a les recents eleccions en fases celebrades a l'estat el novembre i desembre del 2008. Estableix que en les quatre primeres fases s'han incentivat els desviaments de votants, fins i tot en els presumptes bastions separatistes de Baramulla o Sopore. La concurrència mitjana ha oscil·lat entre el 55 i el 65% en les quatre fases, el que demostraria que els habitants de Caixmir no estan en contra de l'administració índia en el seu 55%.

### Punt de vista del Pakistan
Les reclamacions del Pakistan sobre la regió en disputa es basen en el rebuig dels reclams indis sobre Caixmir, especialment l'instrument d'adhesió. Pakistan insisteix que el maharajà no era un líder popular i que era vist com un tirà per la majoria dels habitants de Caixmir. El Pakistan també acusa l'Índia d'hipocresia, ja que es va negar a reconèixer l'adhesió de Junagadh al Pakistan i la independència de l'Estat de Hyderabad sobre la base que els dos estats tenia majories hindús (de fet, l'Índia va ocupar i va integrar per la força aquests dos territoris). A més, com que havia fugit del Caixmir a causa de la invasió del Pakistan, Pakistan afirma que el maharajà no tenia autoritat per determinar el futur del Caixmir. Pakistan sosté que encara que el maharajà tingués alguna autoritat en la determinació de la situació del Caixmir, va signar l'Instrument d'adhesió sota coacció, la qual cosa invalidaria la legitimitat de les seves accions.
El Pakistan afirma també que les forces índies van estar al Caixmir abans que se signés l'Instrument d'Adhesió amb l'Índia i que, per tant, les tropes índies van estar al Caixmir, en una flagrant violació de l'Acord de Standstill, que va ser dissenyat per mantenir l'statu quo al Caixmir (encara que l'Índia no era signatària de l'Acord, signat entre Pakistan i el governant hindú de Jammu i Caixmir).
Entre 1990 i 1999, algunes organitzacions van informar que les Forces Armades Índies, els seus grups paramilitars i milícies contrainsurgents havien estat responsables per la mort de 4.501 civils del Caixmir. També entre 1990 i 1999, hi ha dades de violacions de 4.242 dones en edats d'entre 7 i 70 anys. Al·legats similars van ser fets per algunes organitzacions pro drets humans.
En resum, el Pakistan sosté que:
- La insurgència popular caixmir demostra que el poble de Caixmir no vol romandre més a l'Índia. El Pakistan suggereix que això pot significar dues coses: que o bé Caixmir vol ser part de Pakistan o bé vol ser independent.
- Les tàctiques de contrainsurgència índia han merescut un monitoratge internacional del conflicte de Caixmir i l'exèrcit indi ha dut a terme violacions als drets humans que inclouen tortures, violacions i assassinats extrajudicials, en contra del poble del Caixmir.
- Segons la teoria de les dues nacions que és una de les teories citades per la partició que va crear Índia i Pakistan, Caixmir hauria d'haver estat amb el Pakistan, pel fet que compta amb una majoria musulmana.
- Índia ha mostrat indiferència cap a les resolucions de l'ONU (en no fer un plebiscit).
- El poble del Caixmir ha estat forçat per les circumstàncies a aixecar-se contra la suposada repressió de l'exèrcit indi i defensar el seu dret a l'autodeterminació a través de la militància. Pakistan demanda que es doni suport moral, ètic i militar als insurgents del Caixmir (vegeu Guerra de Kargil).
- Protestes recents al Caixmir administrat per l'Índia mostren un gran nombre de persones amb una ira creixent contra el domini indi, donades les manifestacions massives que tenen lloc per oposar-se al control indi de l'Estat.[34]
- Informes recents de l'ONU sobre la situació dels drets humans a Jammu i Caixmir han criticat l'Índia per l'ús de la força durant les protestes al Caixmir administrat per aquest estat.
- Pakistan també assenyala la violència que acompanya les eleccions a Jammu i Caixmir[35] i els sentiments anti indis expressats per algunes persones en l'estat.[36]
- Pakistan destaca l'ús àmpliament estès dels assassinats extrajudicials al Caixmir administrat per l'Índia, duts a terme per les forces de seguretat índia en sostenir que van ser sorpresos en enfrontaments amb militants amb l'afany de rebre premis i ascensos a l'interior de les seves files.[37]
- Human Rights Watch del Pakistan sosté que les forces de seguretat índies han participat en habituals enfrontaments falsos en el sector indi de Caixmir i els autors eviten el processament penal, donat que queden sense investigar per les autoritats de l'Índia.

### Disputa sobre l'aigua
Una altra raó darrere del conflicte de Caixmir és el recurs hídric. Caixmir és el punt d'origen de diversos rius i afluents de la conca del riu Indus. Entre ells hi ha el Jhelum i el Chenab que flueixen bàsicament cap a Pakistan mentre que altres branques, com el Ravi, el Beas i el Sutlej, irriguen el nord de l'Índia. El Pakistan s'ha mostrat aprensiu en el fet que, en una situació extrema, l'Índia pugui utilitzar l'avantatge estratègic que li brinda la seva porció de Caixmir en l'origen i pas dels esmentats rius i retingui llur llera, de manera que escanyaria l'economia agrària del Pakistan. El Tractat d'aigües de l'Indus, signat el 1960, va resoldre la majoria d'aquestes disputes sobre el repartiment de l'aigua i va fer una crida a la cooperació mútua en aquest sentit. Aquest tractat enfronta qüestions plantejades per Pakistan sobre la construcció de preses en el costat indi que limiten l'aigua en el costat pakistanès.

## Abusos als drets humans
S'han fet reclamacions per violacions als drets humans en relació amb les Forces Armades de l'Índia i els militants del Caixmir. Un estudi de 2005 dut a terme per l'ONG Metges Sense Fronteres va trobar que les dones de Caixmir estaven entre les persones que sofrien majors patiments de violència sexual al món: l'11,6% de les enquestades havien estat víctimes d'abusos sexuals. Algunes enquestes han trobat que a la regió del Caixmir en si mateixa (on es concentra la major part d'activitat per part dels separatistes i de l'Índia), la percepció popular sosté que les Forces Armades de l'Índia són més culpables de violacions de drets humans que els grups separatistes. Segons l'enquesta MORI de l'any 2002, al Caixmir, només el 2% dels enquestats creu que els grups militants siguin culpables dels abusos generalitzats als drets humans, mentre que el 64% creu que les tropes índies n'eren culpables; tanmateix, aquesta tendència es va invertir en altres parts del Caixmir.

## Qüestions cartogràfiques

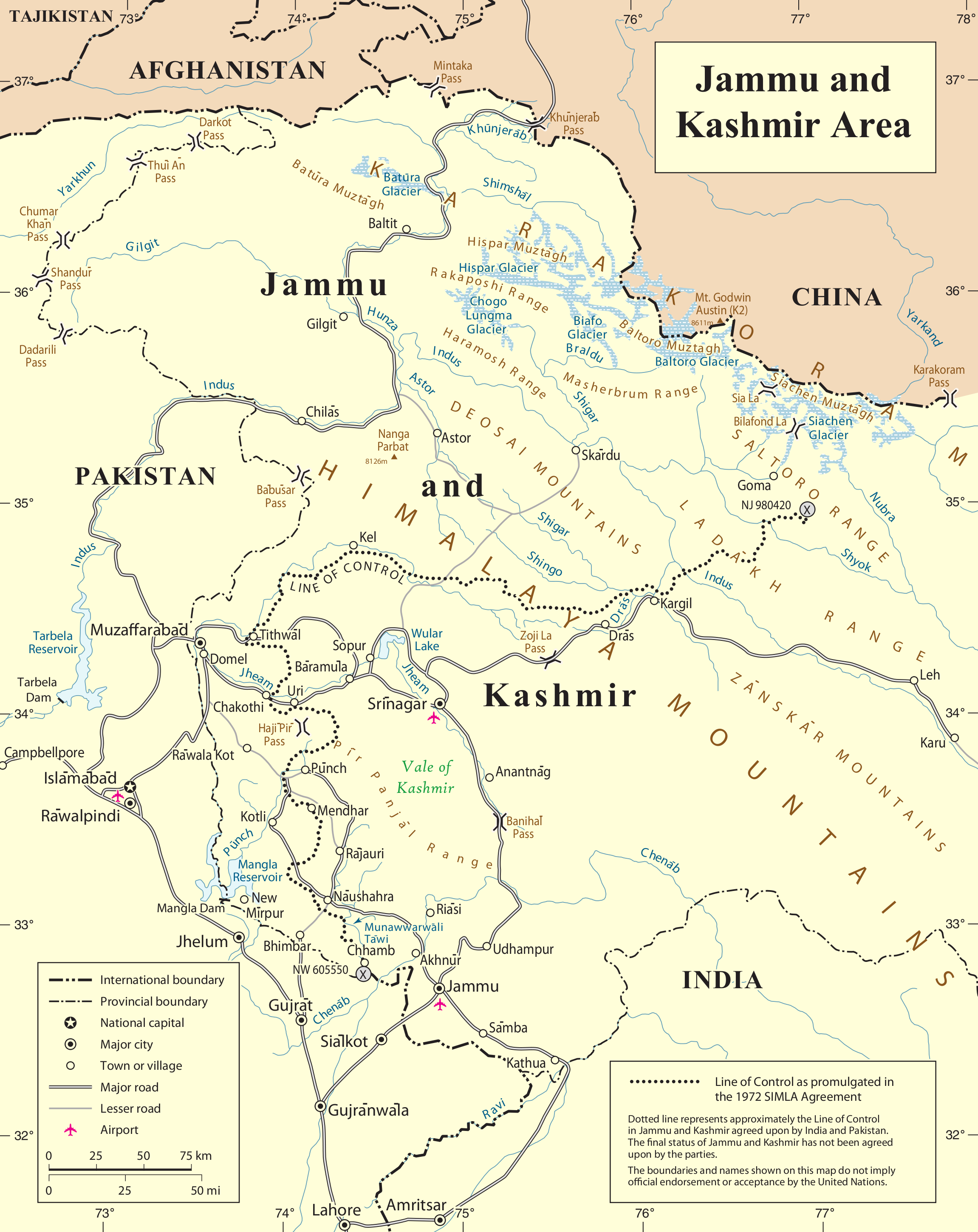
El mapa de l'ONU de Jammu i Caixmir, acceptat pels caixmirs i el govern pakistanès.

Igual que amb altres territoris en disputa, cadascun dels governs representen mapes amb els seus reclams sobre el Caixmir com a part del seu territori, independentment del seu control efectiu. A l'Índia, és il·legal excloure la totalitat o una part de Caixmir en un mapa. També és il·legal al Pakistan no incloure l'estat de Jammu i Caixmir com a territori en disputa, segons allò permès per les Nacions Unides. Els no-participants solen utilitzar la Línia de Control i la Línia de Control Real com els límits representats, com es fa a The World Factbook de la CIA. Quan Microsoft va publicar un mapa en Windows 95 i Microsoft MapPoint 2002, va suscitar una controvèrsia perquè no mostrava la totalitat de Caixmir com a part de l'Índia, tal com demandava l'Índia. Tanmateix, tots els neutrals i les empreses pakistaneses pretenen seguir el mapa de les Nacions Unides i més del 90% de tots els mapes que contenen el territori de Caixmir el mostren com a territori en disputa.

## Partits polítics i grups guerrillers del Caixmir

### Independentistes o autodeterminació
- Partit Nacional Democràtic de Jammu i Caixmir (Kashmir National Democratic Party)
- Lliga Popular de la Llibertat de Jammu i Caixmir
- Kashmir National Alliance
- Front d'Alliberament de Jammu i Caixmir
  - Facció Amanullah Khan
  - Facció Yasin Malik
  - Exèrcit Nacional d'Alliberament de Jammu i Caixmir (Jammu & Kashmir National Liberation Army)
  - Federació Nacional d'Estudiants de Jammu i Caixmir (Jammu Kashmir National Student Federation)
  - Front d'Alliberament dels Estudiants de Caixmir (Jammu & Kashmir Students Liberation Front)
- Moviment de la Llibertat de Caixmir
- Partit Unit Popular Nacional de Caixmir
- All Parties National Alliance
- Front d'Alliberament Nacional de Jammu i Caixmir (dissolt el 1981)

### Partidaris de la unió amb l'Índia
- Conferència Nacional de Jammu i Caixmir
- Partit Nacional Awami de Jammu i Caixmir (Jammu and Kashmir National Awami Party)
- Federació Popular d'Estudiants de Jammu i Caixmir (Peoples Student Federation de Jammu & Kashmir)
- Front Popular Patriòtic de Jammu i Caixmir (All Jammu & Kashmir Patriotic Peoples Front), braç polític dels Muslim Mujahideen
- Conferència Nacional Democràtica de Jammu i Caixmir, aliada al PCI-ML
- Partit Internacional Democràtic
- Partit Popular Democràtic de Jammu i Caixmir
- Jammu and Kashmir Ikhwan (milícia)

### Partidaris de la unió amb el Pakistan
- All Parties Hurriyet Conference
- Dukhtaran-e-Millat (dirigit per dones)
- Partit d'Alliberament Democràtic de Jammu i Caixmir (Democratic Liberation Party)
- Partit Democràtic de Jammu i Caixmir (Jammu-Kashmir Democratic Party)
- Partit Democràtic per la Llibertat de Jammu i Caixmir
- Mallah Insaf Party
- All Jammu and Kashmir Muslim Conference
- Jammu and Kashmir Solidarity Forum
- Azad Jammu and Kashmir
- Front del Plebiscit de Jammu i Caixmir

### Altres
- Panun Kashmir
- Bahujan Samaj de Jammu i Caixmir (Bahujan Samaj Party (J&K))
- Partit del Congrés de Jammu i Caixmir
- Bharatiya Janata
- Janata Dal Democratic de Jammu i Caixmir (Democratic Janata Dal, Jammu and Kashmir)
- Partit Nacional de les Panteres de Jammu i Caixmir (Jammu and Kashmir National Panthers Party)
- Associació Popular de Jammu i Caixmir (Praja Parishad Jammu and Kashmir)

### Grups guerrillers islàmics
- Muttahida Jihad Council (MJC)
- Harkat-ul-Ansar 1985-1998
- Harkat-ul-Mujahideen des de 1998 
  - Harakat-ul-Jihad al-Islami abans de 1985
  - Harakat ul-Mujahedin abans de 1985
- Jaish-e-Mohammad Mujhaeddin E-Tanzeem
  - Al-Urma
- Front Islàmic de Jammu i Caixmir
- Muslim Mujahideen
- Hizbollah
- Ikhwan-ul-Musalmeen (Ikhwan-ul-muslimoon o Ikhwan-ul-Mujahideen)
- Hizb-ul-Mujahideen
  - Jamaat-e-Islami, branca política
  - Al Badr (Mujahideen Al-Badar) 1989-1990
- Lashkar-e-Toiba (Exèrcit dels Purs) també transcrit com Lashkar-e-Tayyaba
  - Markaz Dawa-Wal-Irshad, branca política
- Islami Inquilabi Mahaz
- Al-Hadid[41]
- Al Barq
- Al Faran
- Al Jehad
- Al Jehad Force
  - Muslim Janbaz Force
  - Kashmir Jehad Force
- Al Mujahid Force
- Al Mustafa Liberation Fighters
- Al Umar Mujahideen
- Islami Inquilabi Mahaz
- Islami Jamaat-e-Tulba
- Lliga d'Estudiants Islàmics (Islamic Students League)
- Jamait-ul-Mujahideen
- Mahaz-e-Azadi
- Tehrik-e-Hurriat-e-Kashmir
- Tehrik-e-Jehad
- Tehrik-e-Jehad-e-Islami
- Tehrik-e-Nifaz-e-Fiqar Jafaria
- Tehrik-ul-Mujahideen
- Almi Tanzim-ul-Arifin
- Tigres d'Alà
- Muslim Commandos Front
- Lashkar-e-Jabbar